# قضاء القصر
قضاء القصر قضاء يقع في لواء القصر، محافظة الكرك في الأردن. ينتمي القضاء للواء القصر الذي يضم قضائين. يقدر عدد سكانه بـ 21547 نسمة حسب إحصاء 2015.

## الوصلات الخارجية
- دائرة الاحصاءات العامة